# Le Neufbourg
 Le Neufbourg  es una población y comuna francesa, situada en la región de Baja Normandía, departamento de Mancha, en el distrito de Avranches y cantón de Mortain.

## Demografía
| 477 | 460 | 470 | 541 | 508 | 529 |
| Para los censos de 1962 a 1999 la población legal corresponde a la población sin duplicidades (Fuente: INSEE [Consultar]) |     |     |     |     |     |